# Їглава
Їглава (чеськ. Jihlava, нім. Iglau) — місто в краї Височина, Чехія. Лежить над річкою Їглава на південному сході країни на межі історичних областей Богемії та Моравії. Адміністративний центр однойменного округу Їглава.

## Назва
Місто дістало свою назву від однойменної річки, однак точне походження назви не зовсім зрозуміле. Найпоширеніше припущення стверджує, що вона походить від німецького слова іґель (нім. Igel — їжак). Також назва може походити від чеського слова єгла (чеськ. jehla — голка). Обидві назви пов'язані з гострим камінням у руслі Їглави.

## Історія
Перша згадка про поселення датується 1233 роком, коли оломоуцький єпископ Роберт підтвердив передачу зібраних податків монастирю, згадуючи при цьому і поселення Їглаву. В 1240 році Їглава була передана у власність короля Богемії Вацлава I і незабаром після цього (десь між 1240 до 1243 роками) було засноване шахтарське місто. Тут почали добувати срібло. З часом місто стає одним з найбільших і багатих чеських міст. В ньому процвітали мистецтва, різноманітні ремесла, торгівля. Коли поклади срібла в кінці XIV — на початку XV століття виснажилися, промисли придали місту новий виток розвитку.

## Українці в Їглаві
Із 2022 року до міста прибуло дуже багато українців. Станом на 2024 рік у місті було 7000 українців, що є одним з найвищих показників у Чехії на душу населення.

## Пам'ятки
- Костел Іоанна Предтечі — XIII ст. Перебудована в 1695 році в стилі бароко.
- Костел Успіння Пресвятої Богородиці — XIII ст., перебудована в XVI ст.).
- Костел Святого Якуба Старшого — XIII ст.
- Костел єзуїтів Святого Ігнатія — 1740 року.
- Костел Святого Духа — XVII ст.
- Ворота Пресвятої Богородиці — типовий символ міста, одні із п'яти середньовічних воріт міста, побудовані в XIII ст. і після того кілька разів піддавались ремонту і реконструкції.
- Чумний стовп — XVIII ст.
- Ратуша (зараз мерія міста) — XIII ст., кілька разів перебудовувалася і розширялася у XVI—XVIII ст.
- Катакомби, довжина яких сягає 25 км, площа — 0,05 км², глибина кілька поверхових коридорів в деяких місцях доходить до 12-15 м.

## Видатні особистості
- Август Прокіп (нар. 15 серпня 1838, Їглава — пом. 18 серпня 1915 Грієс, Австрія) — провідний австрійський архітектор і реставратор, у першу чергу працював у Брно.
- Карл Фридріх фон Кюбек (1780—1855) — австрійський державний діяч часів Меттерніха.
- Густав Малер (нар. 7 липня 1860, Каліште — пом. 18 травня 1911, Відень) — австрійський композитор і диригент. Представник пізнього романтизму, один із найбільших симфоністів дев'ятнадцятого і двадцятого століть.
- Альфред Маріа Єлінек (нар. 15 березня 1884, Йіглава — пом. 24 вересня 1932, Кельн) — чеський адвокат, композитор і диригент.
- Алоїз Покорні (1826—1886) — австрійський ботанік.
- Ярослав Поспішил (нар. 26 січня 1905, Їглава — пом. 11 лютого 1979, Прага) — чеський оперний співак (тенор).
- Луїс Фюрнберг (нар. 24 травня 1909, Їглава — пом. 23 червня 1957, Веймар) — німецький письменник, поет, теоретик літератури, перекладач і чехословацький дипломат.

## Галерея

Архітектурні пам'ятки
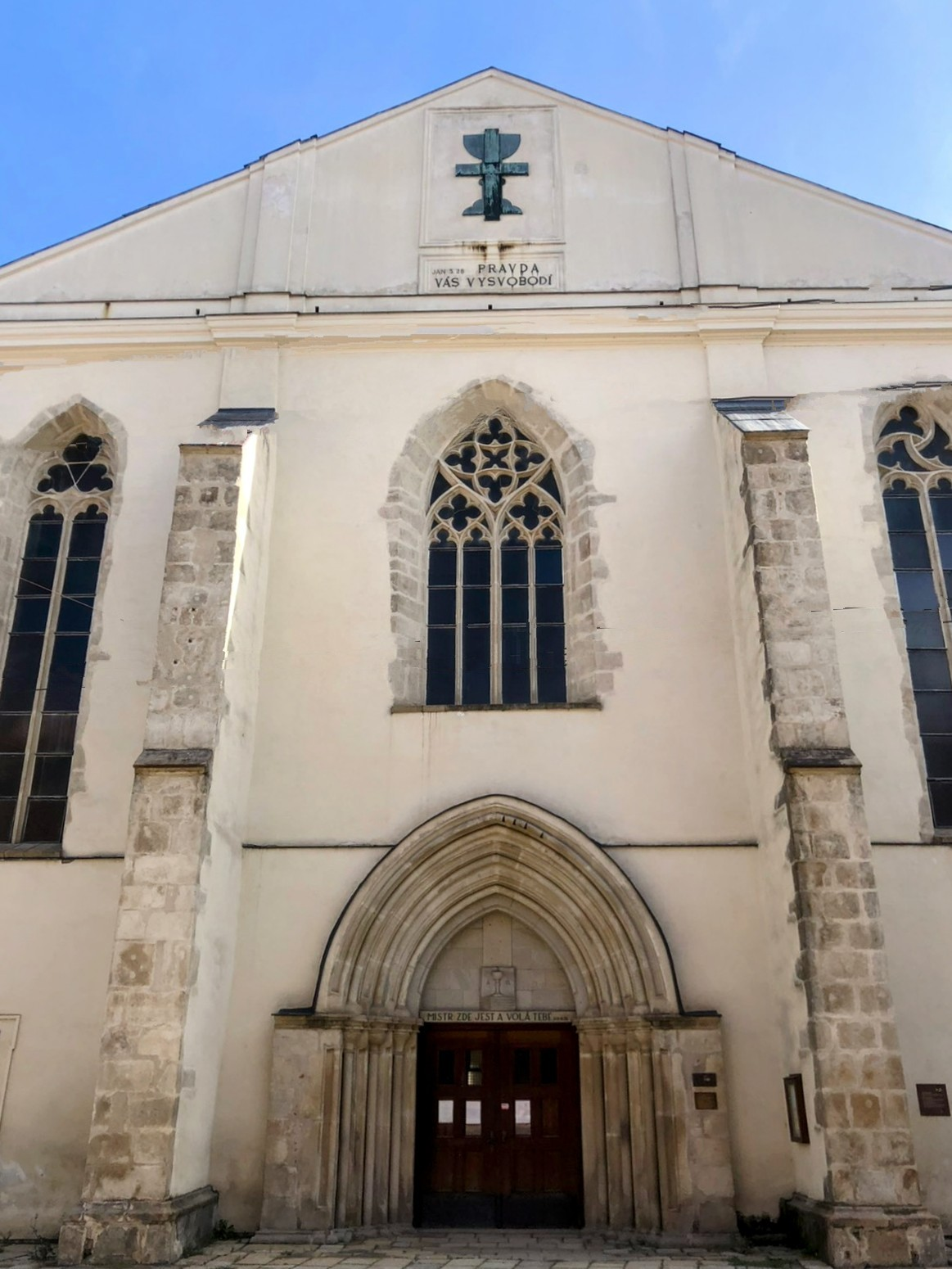
Храм Воздвиження Чесного Хреста
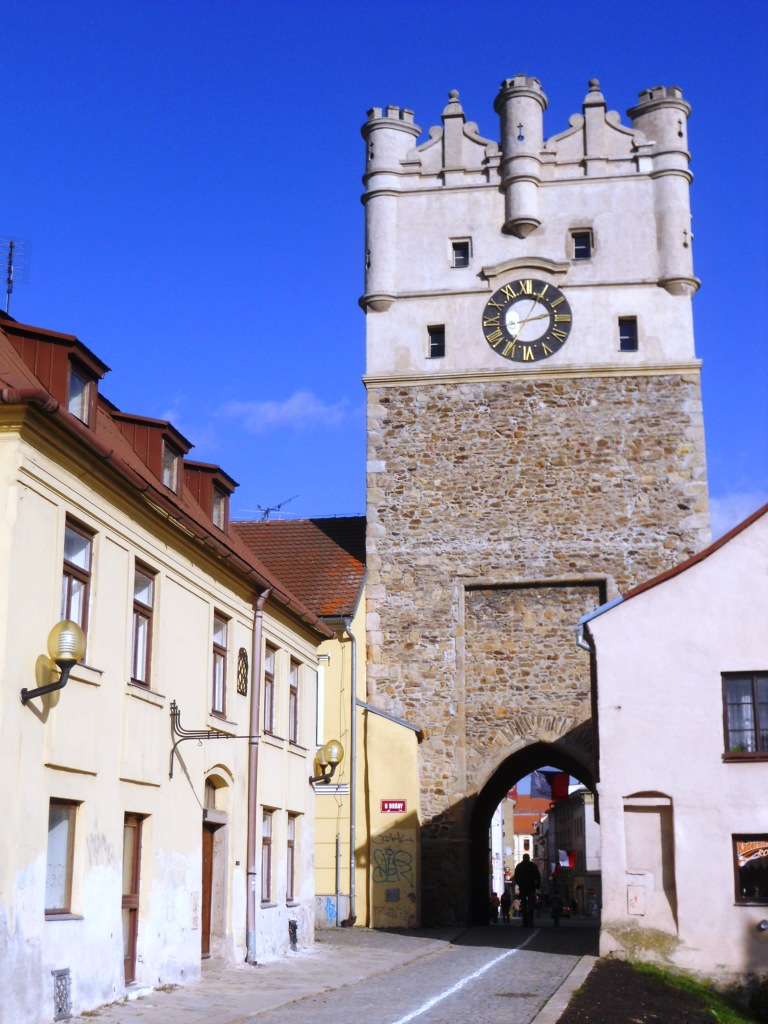
Брама Пресвятої Богородиці
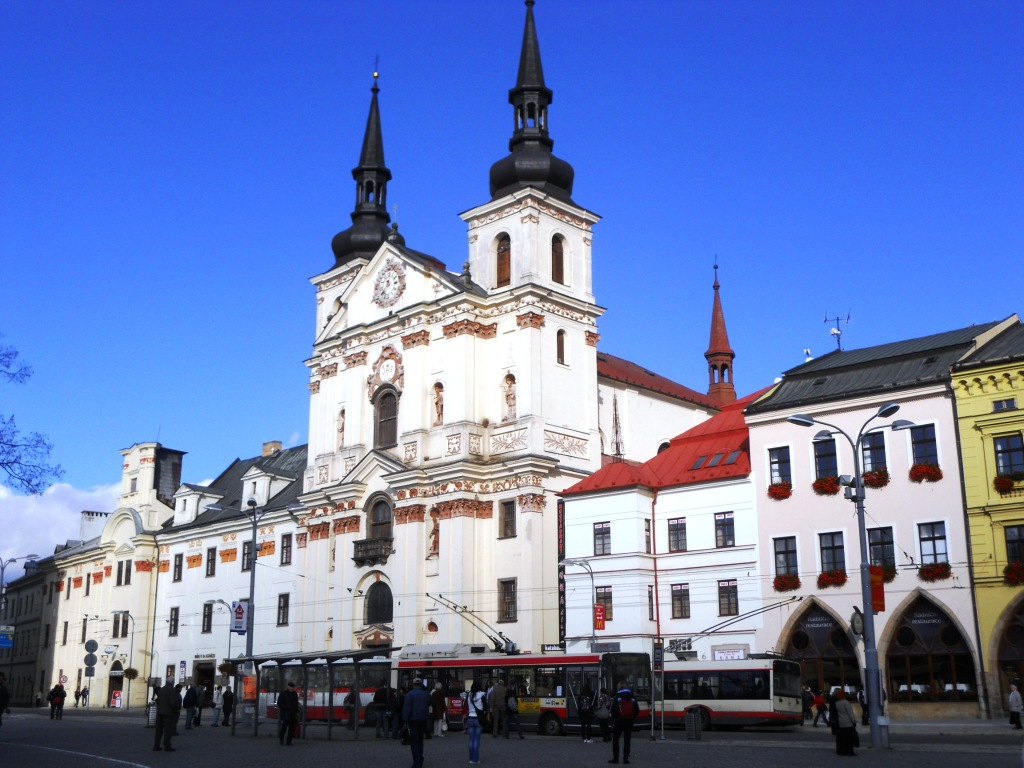
Костел Святого Ігнатія Лойоли
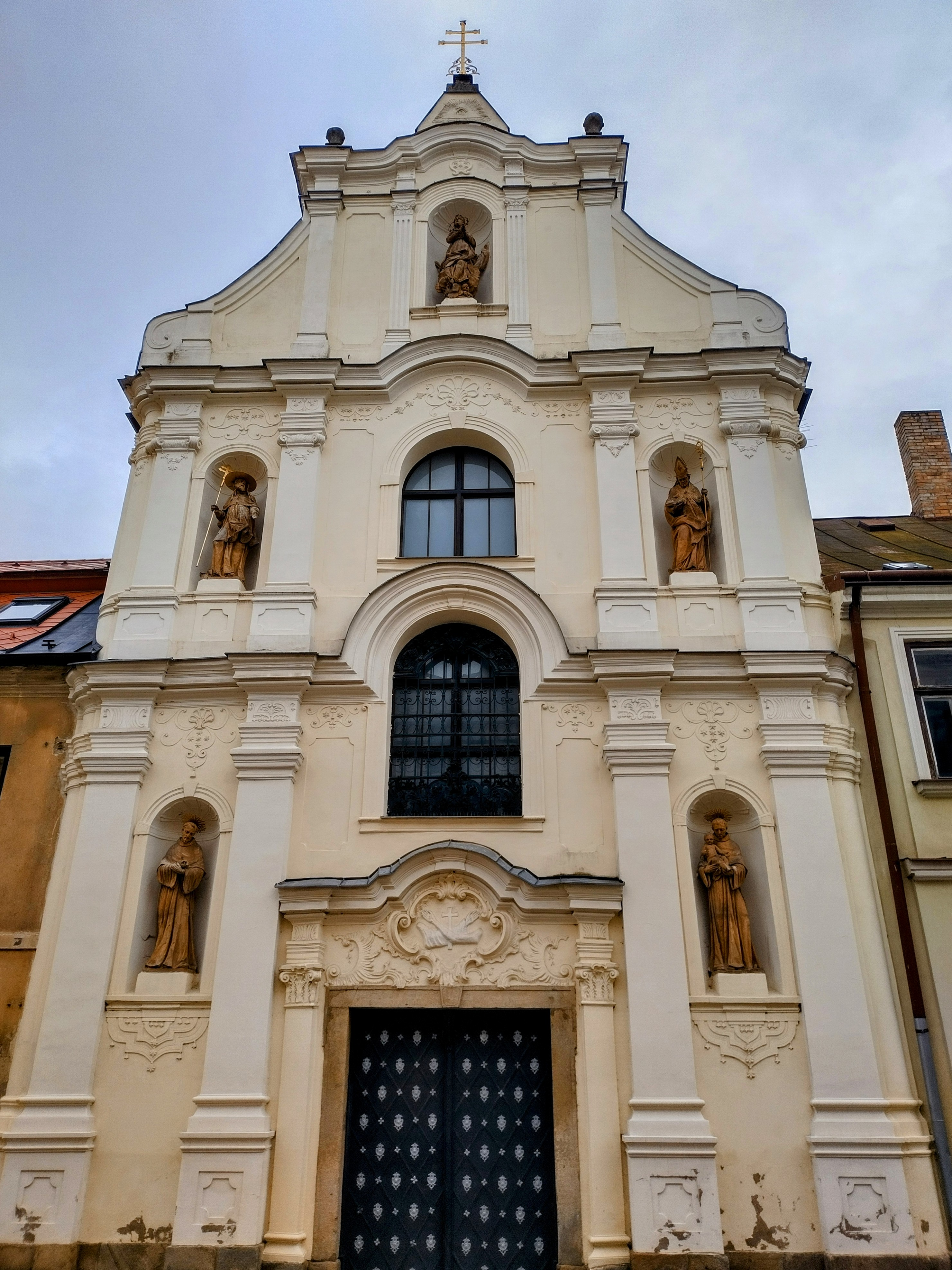
Костел Успіння Пресвятої Богородиці
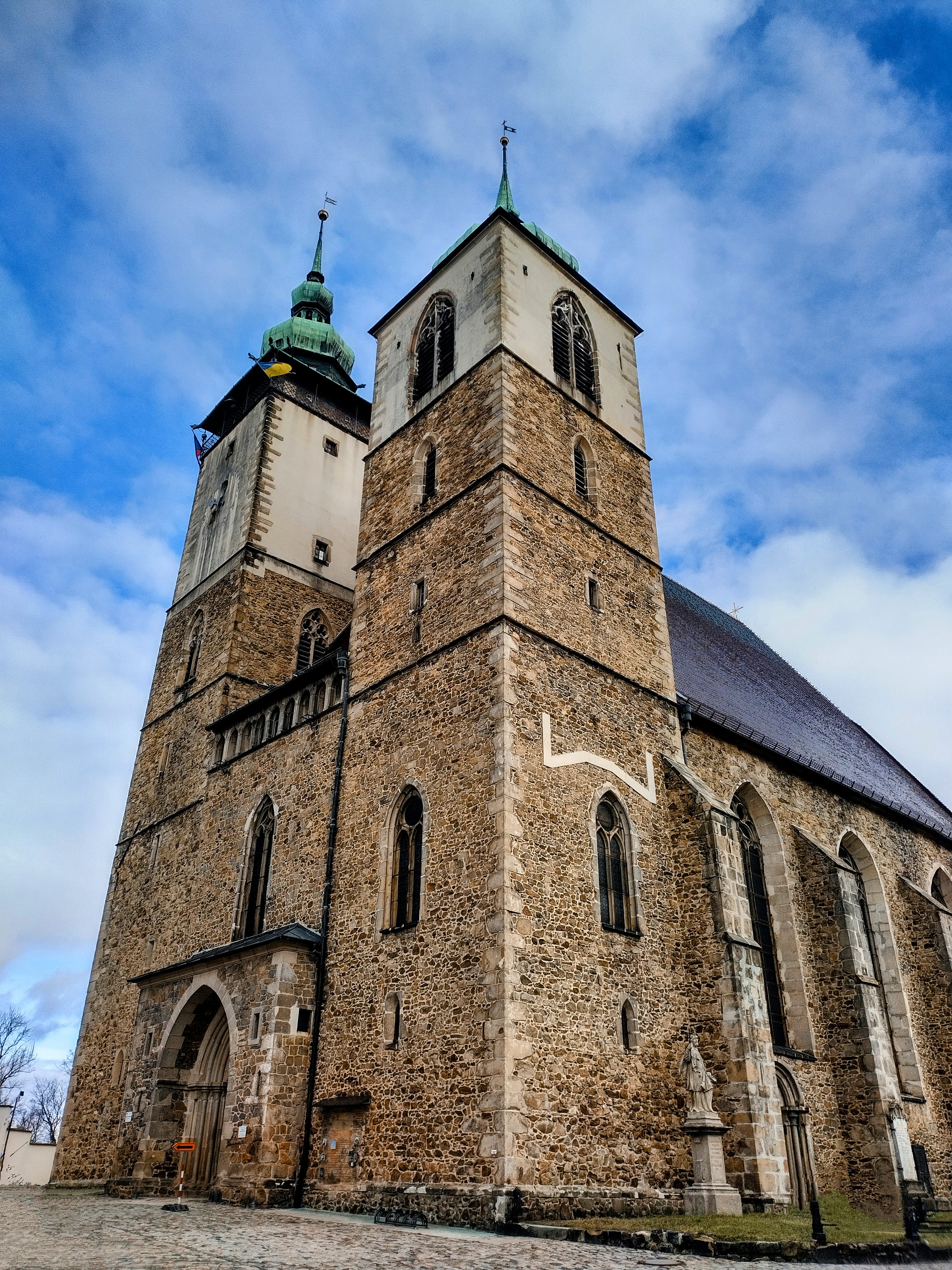
Храм Святого Якова Великого
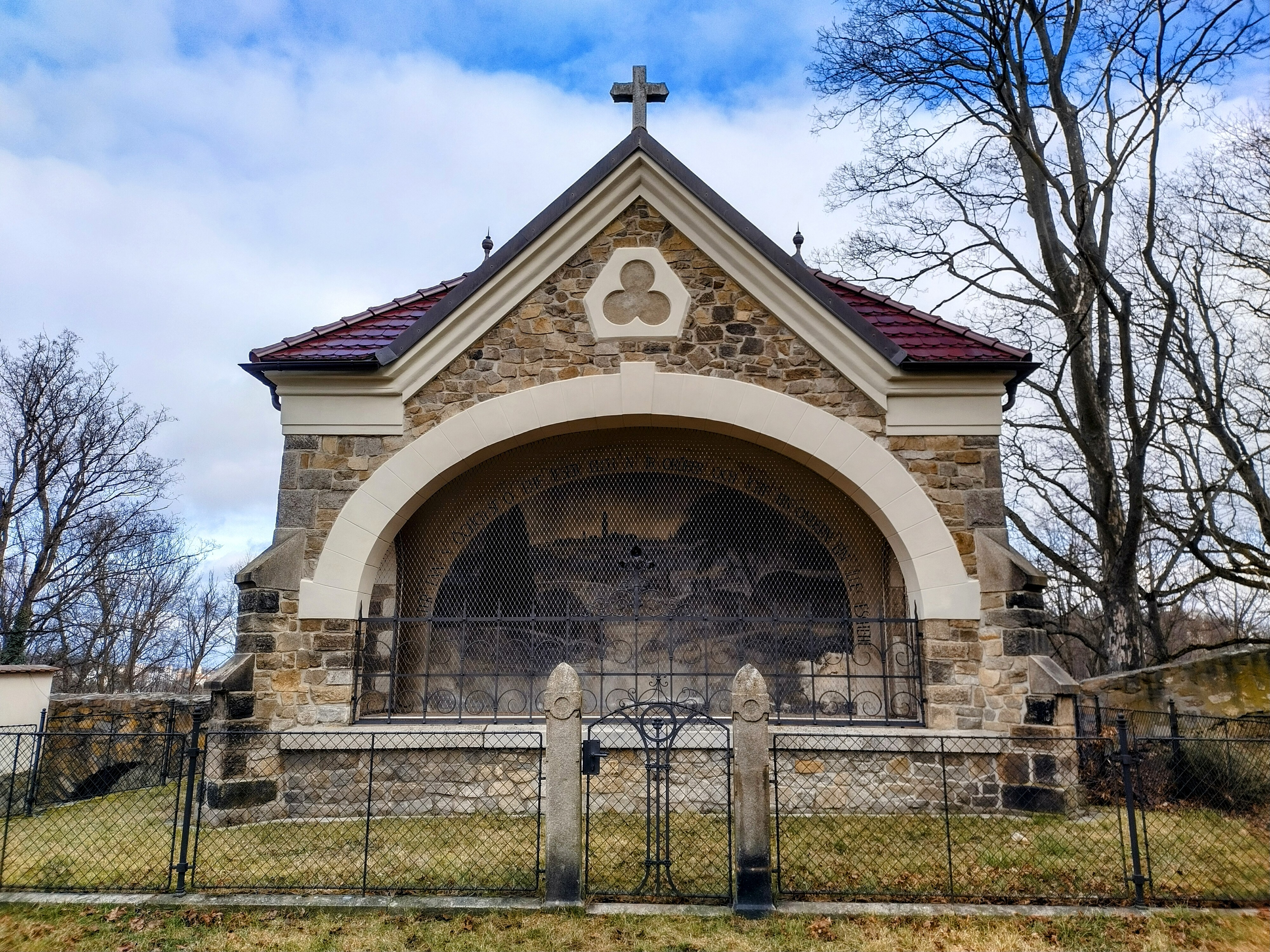
Оливкова каплиця
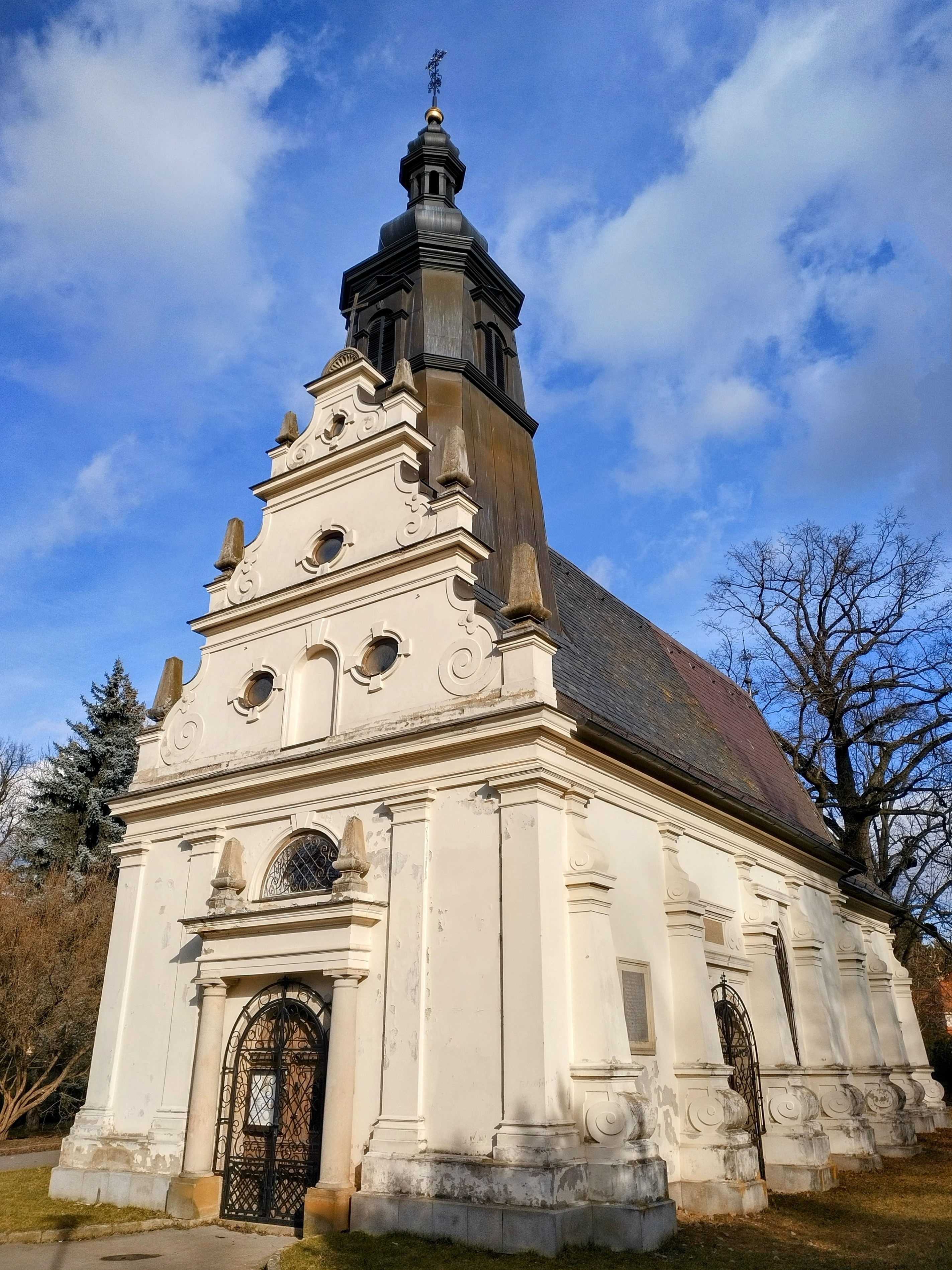
Вірменська церква Святого Духа
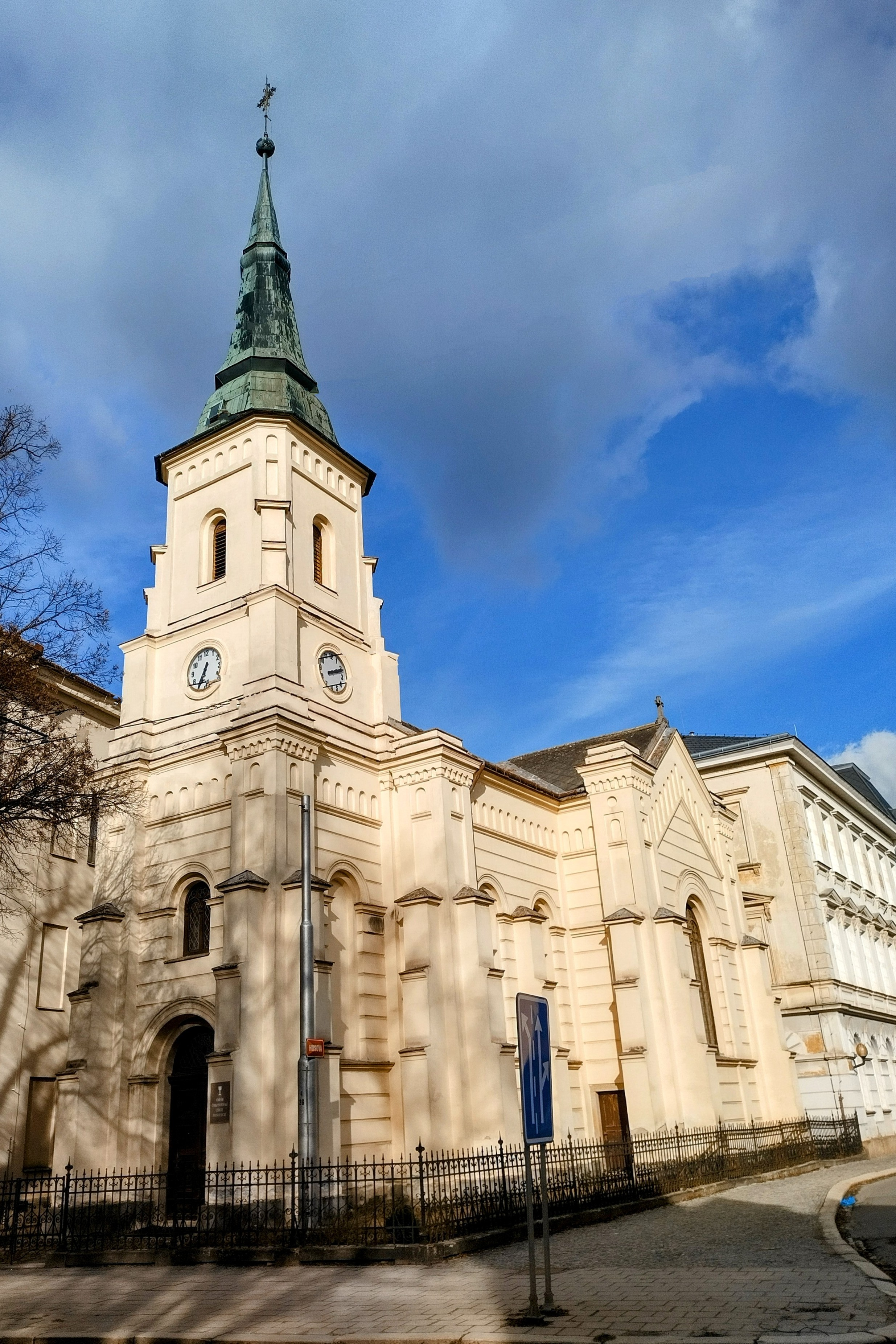
Костел Апостола Павла
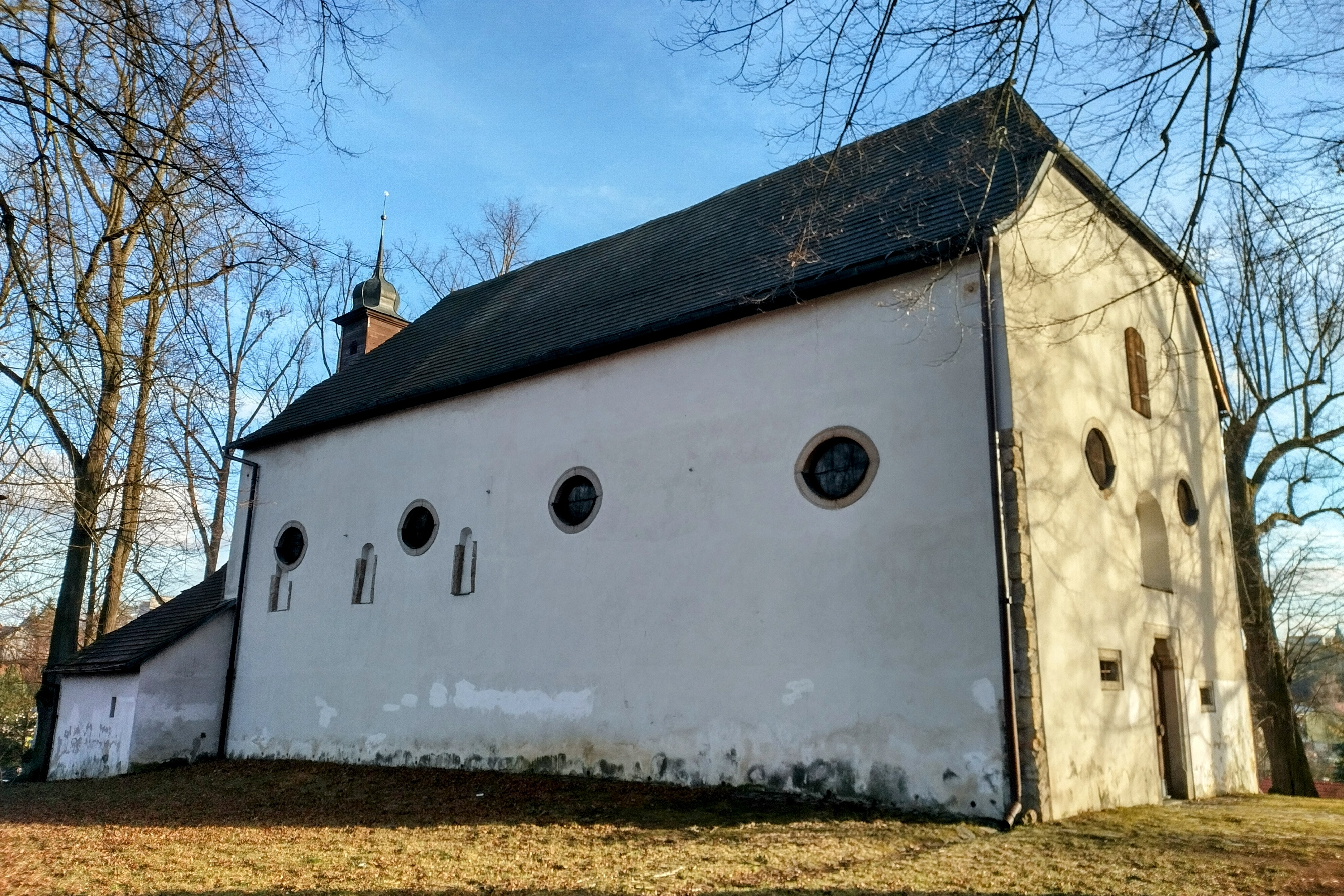
Костел Святого Івана Хрестителя
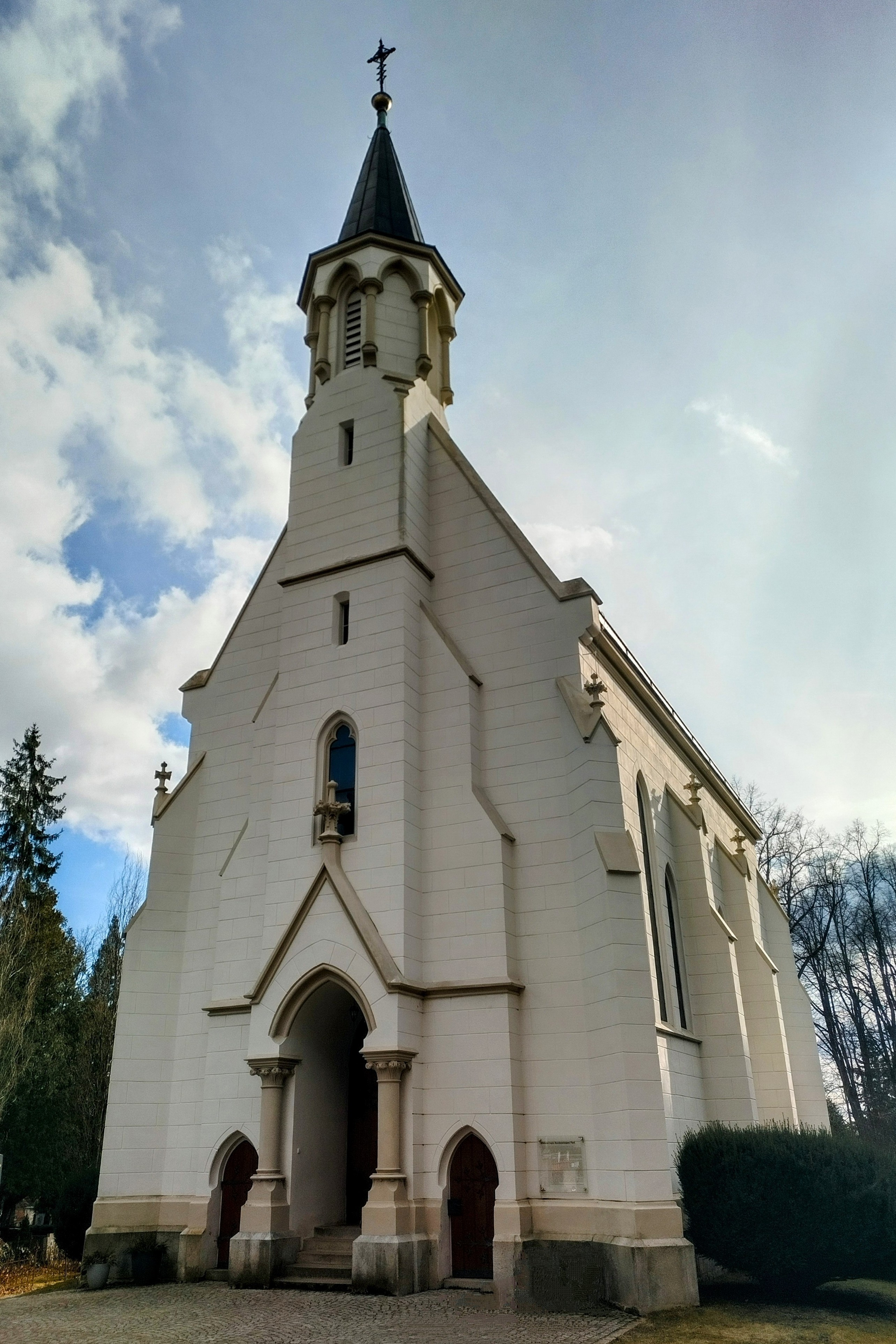
Храм Вознесіння Господнього
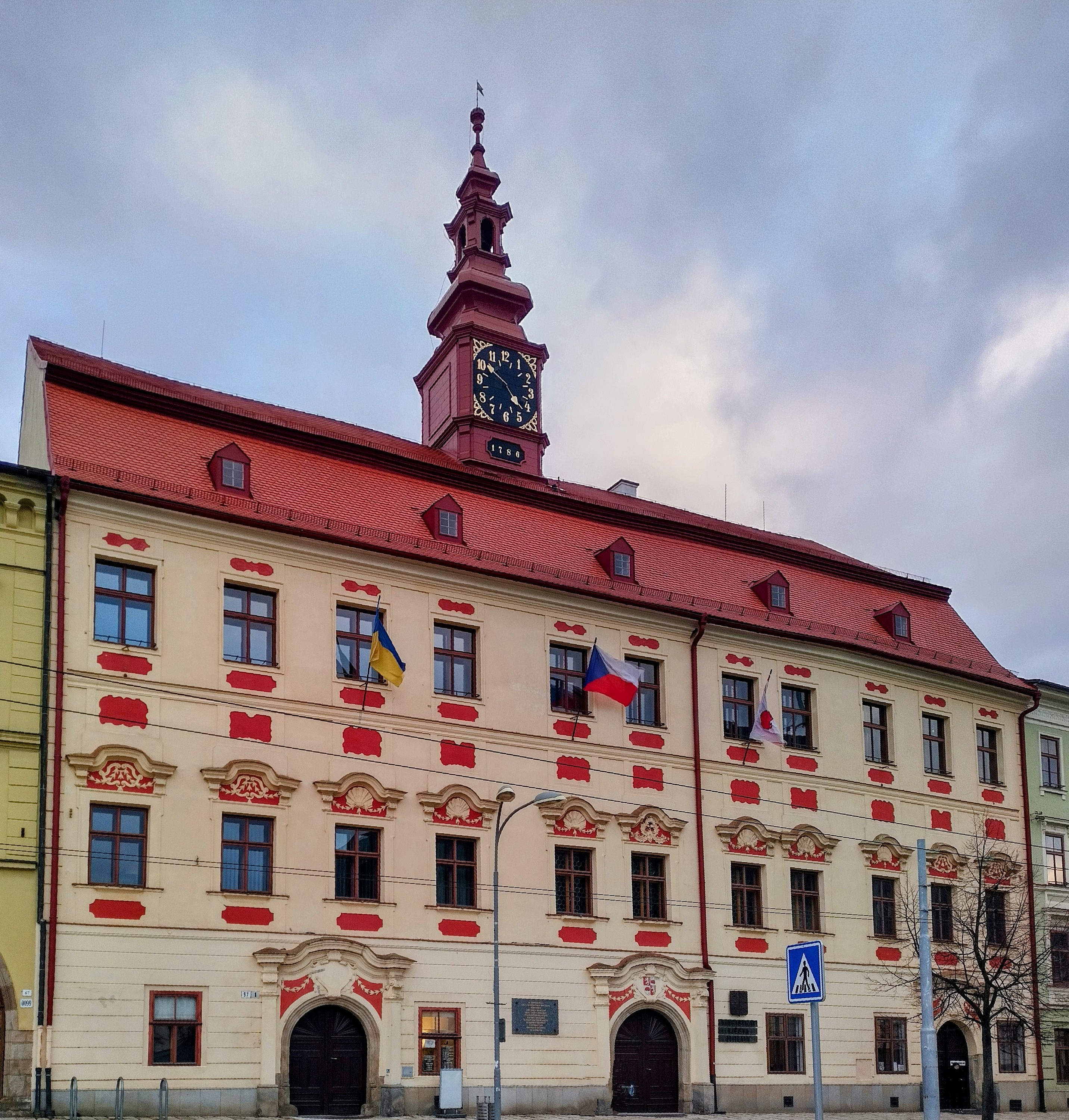
Міська ратуша
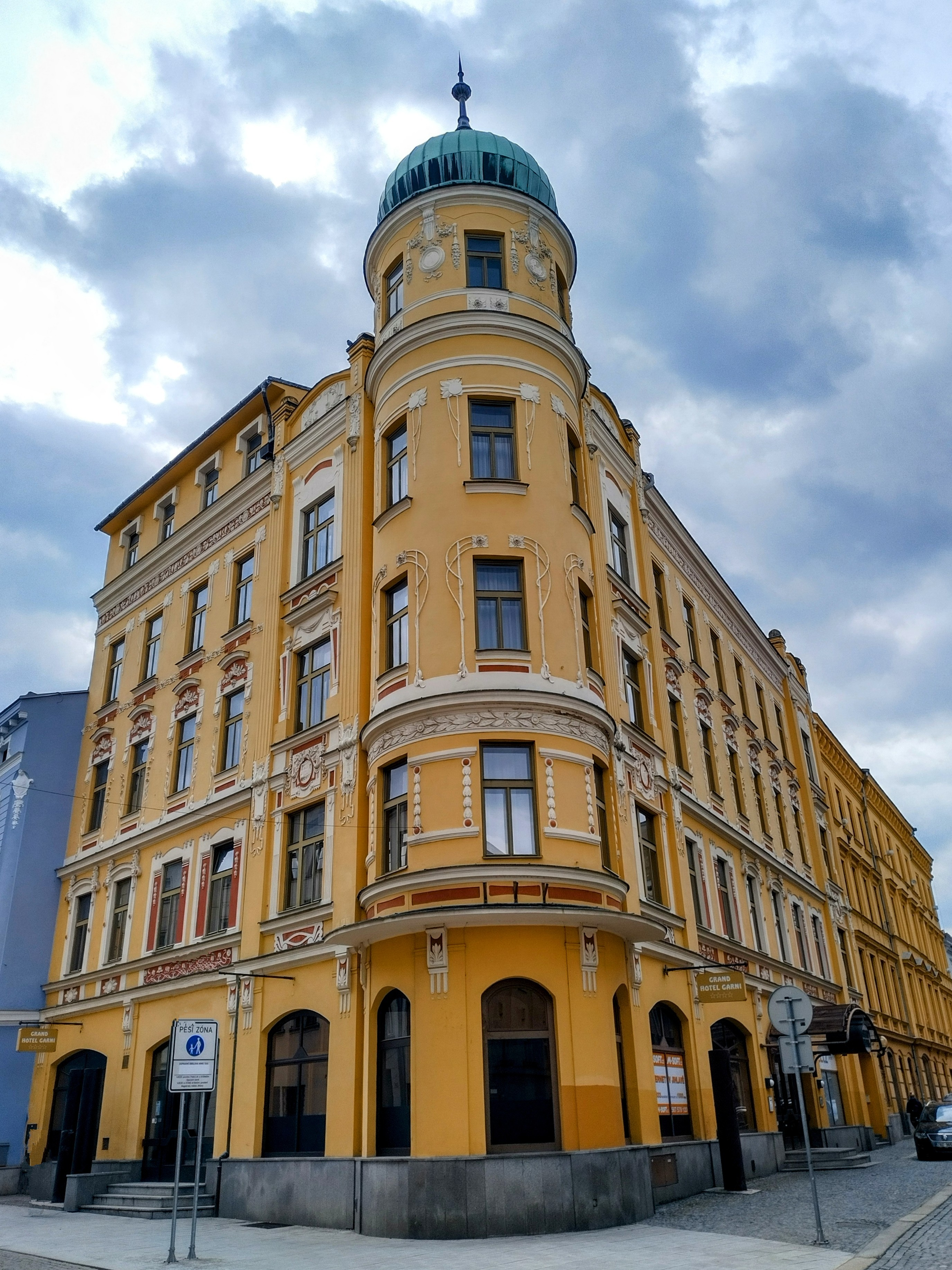
Гранд-готель "Гарні"
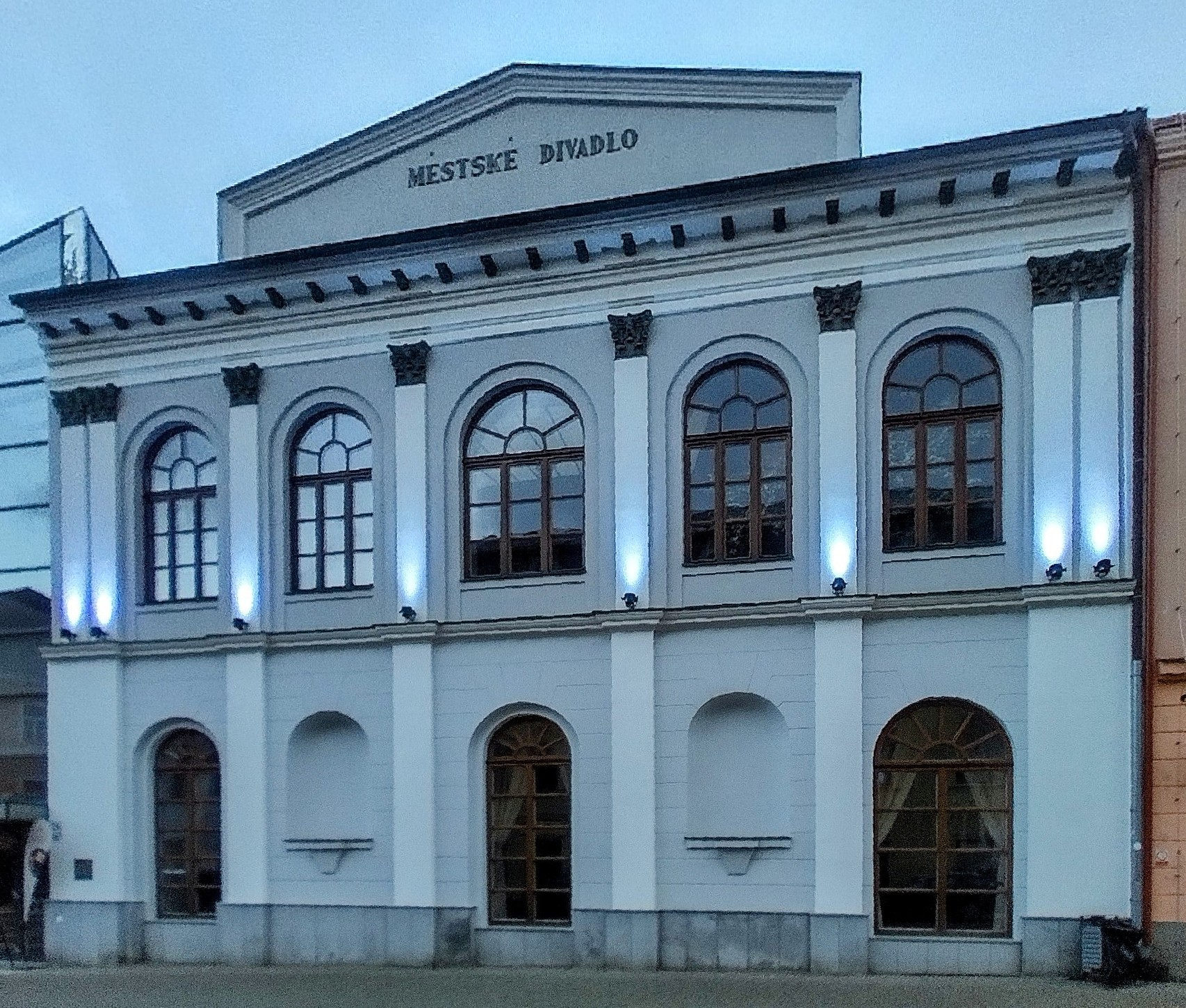
Міській театр
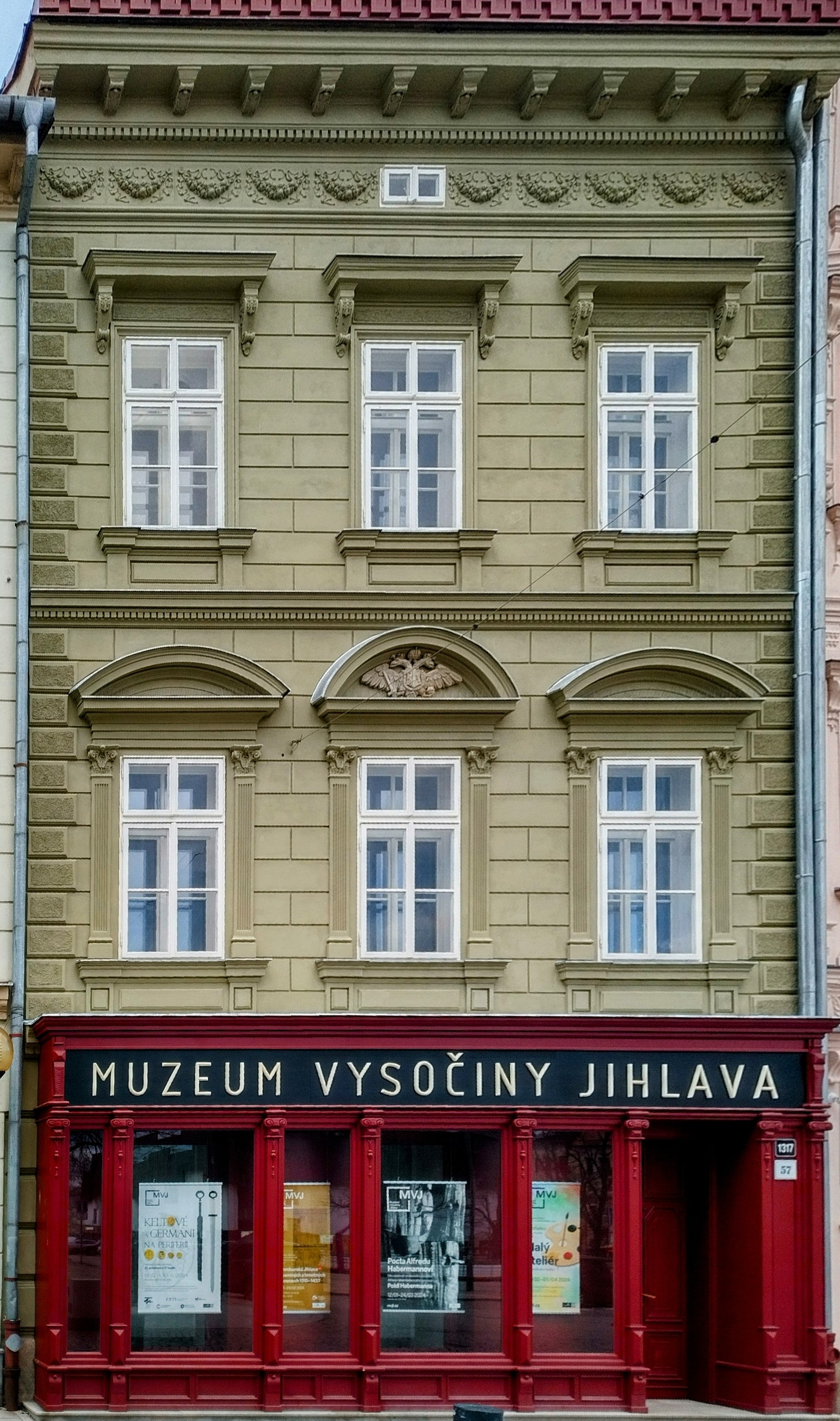
Музей Височини

Пам'ятники
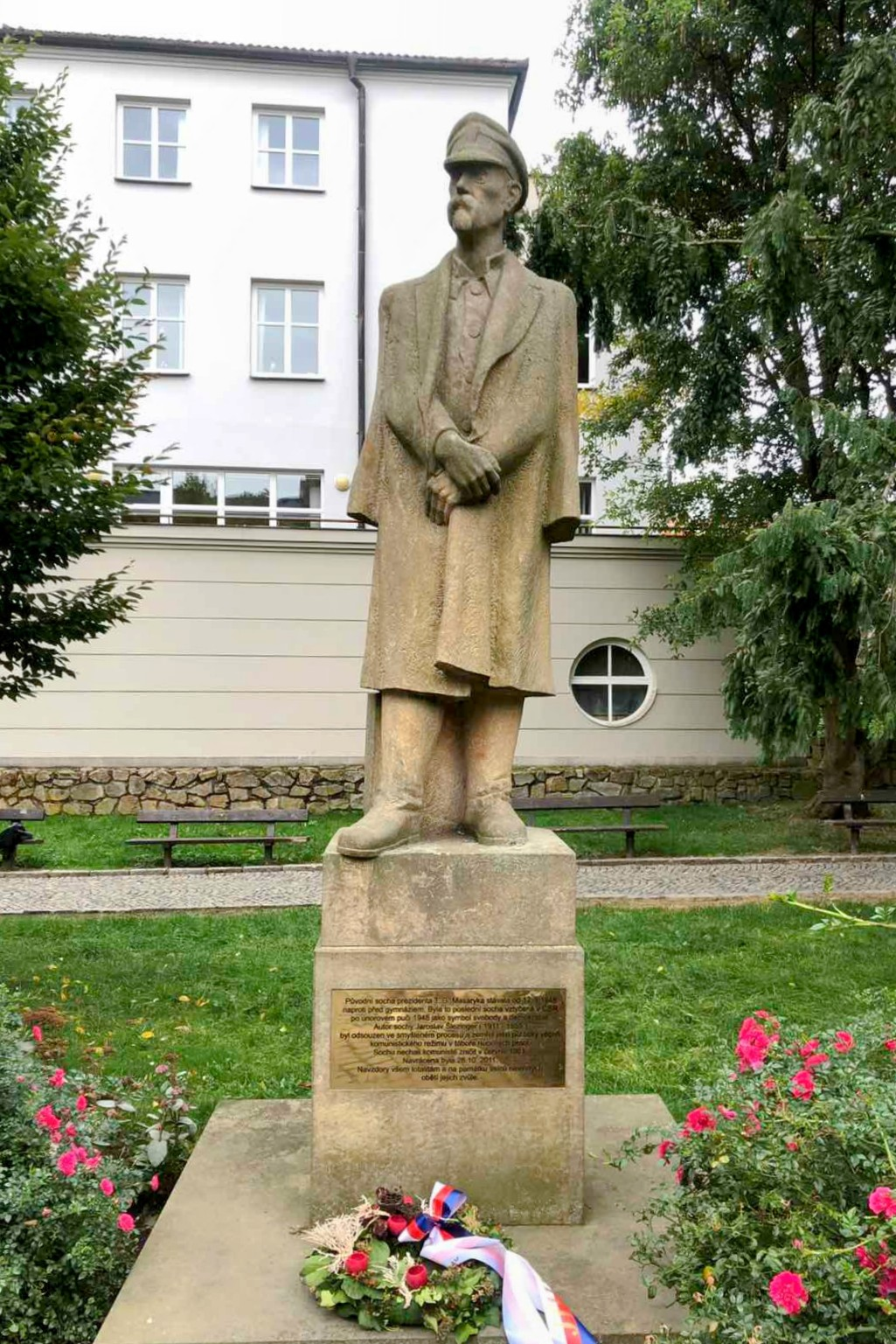
Томаш Гарріг Масарик
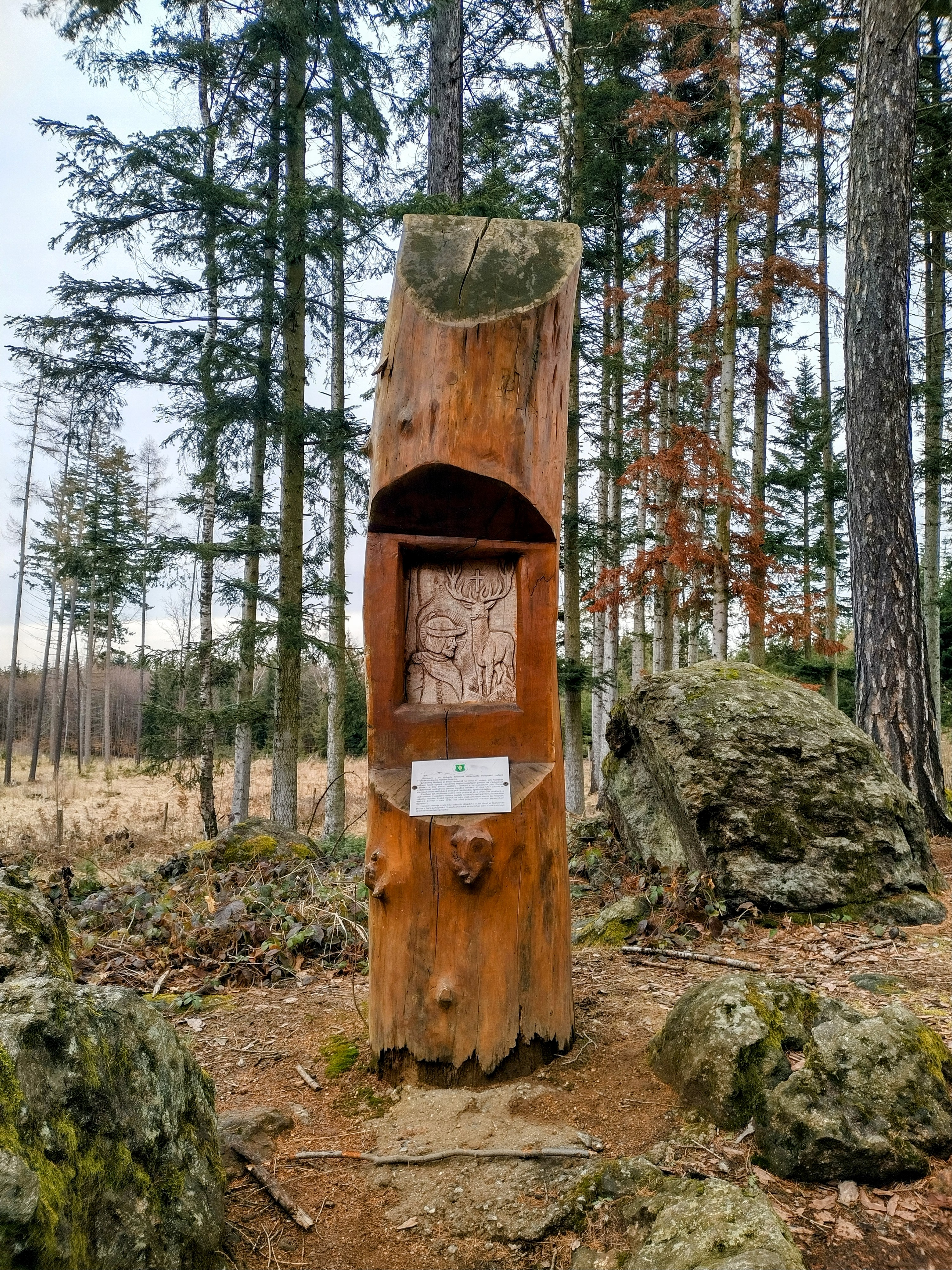
Святий Губерт
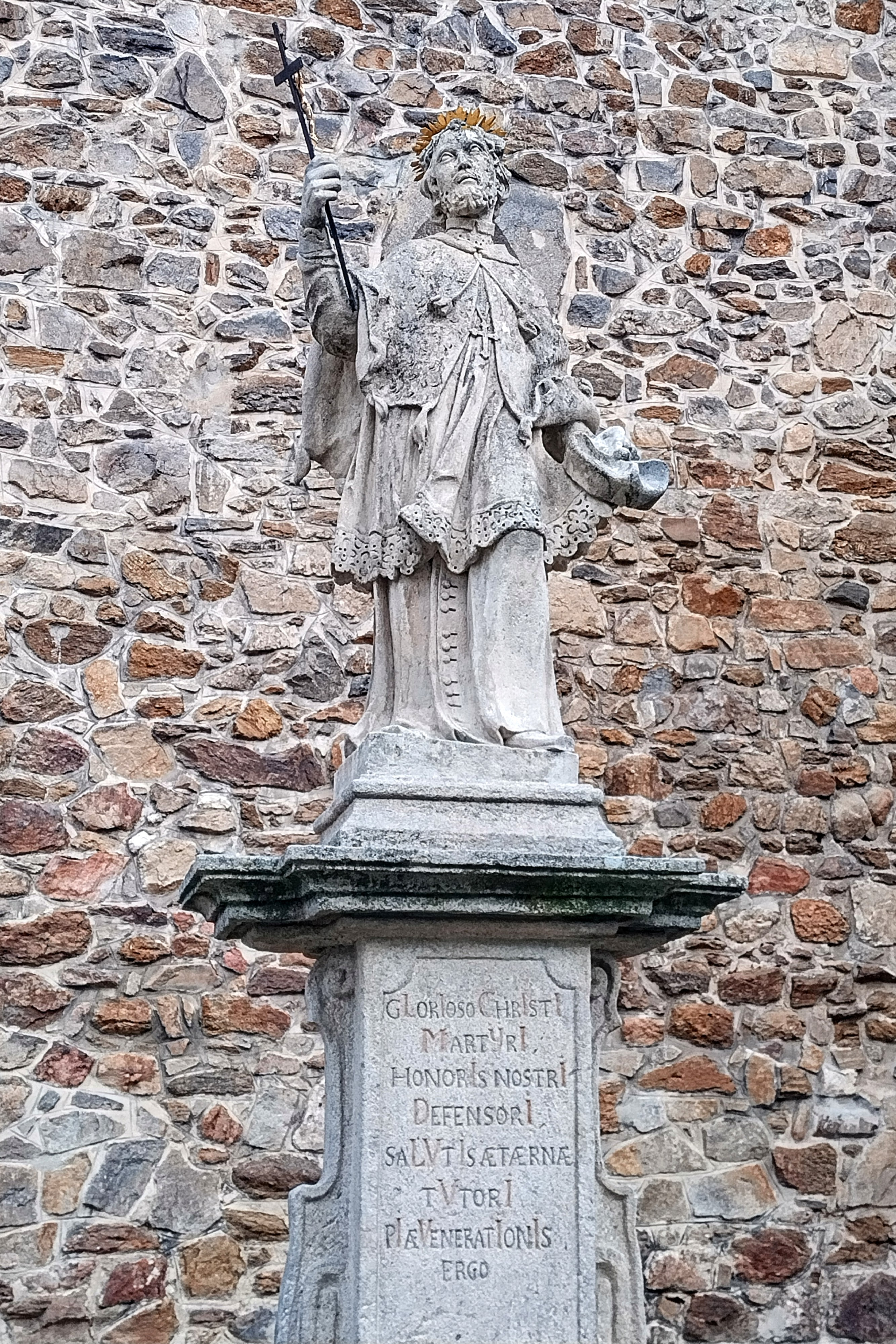
Ян Непомуцький біля храму Святого Якова Великого
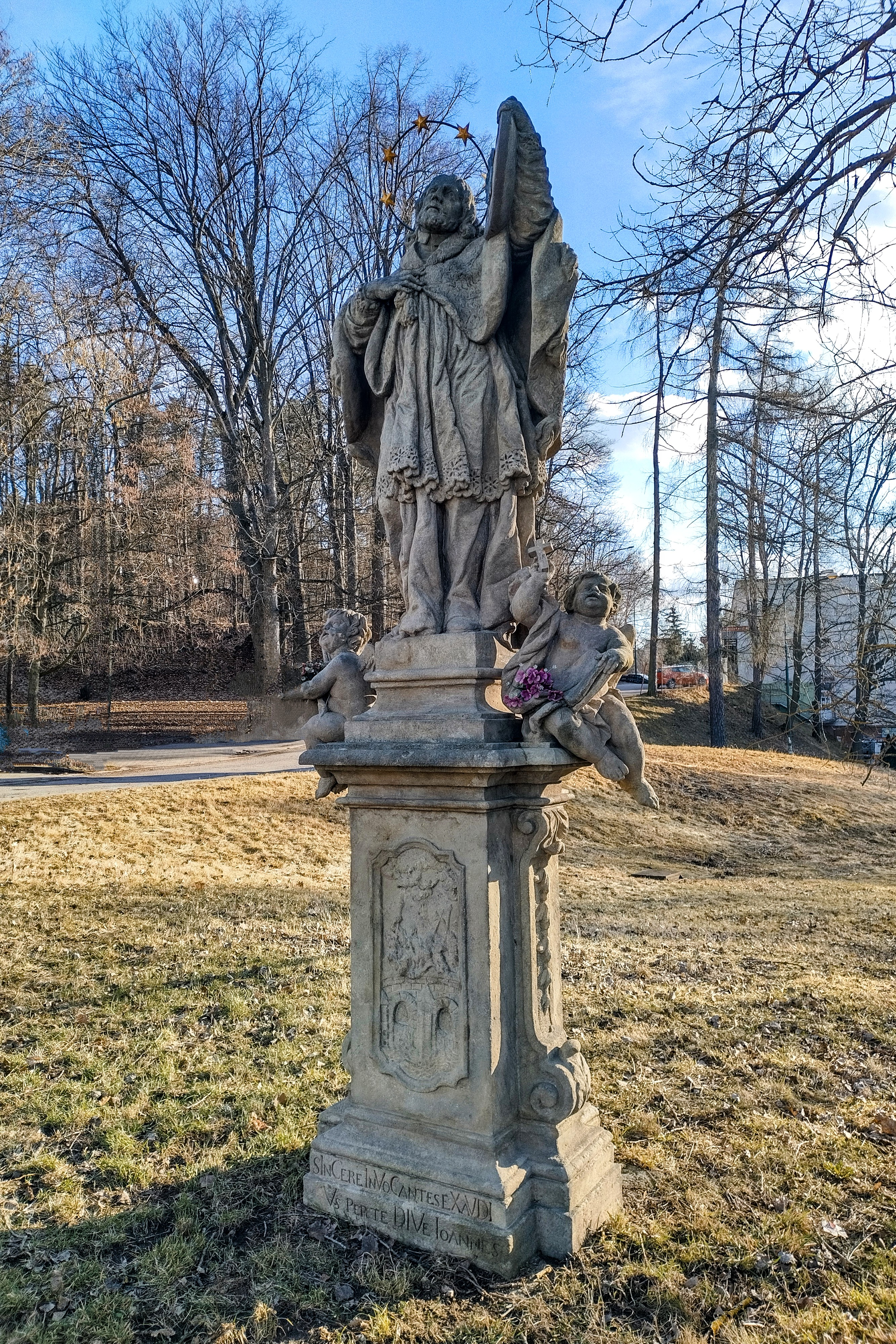
Ян Непомуцький на вул. Окружній
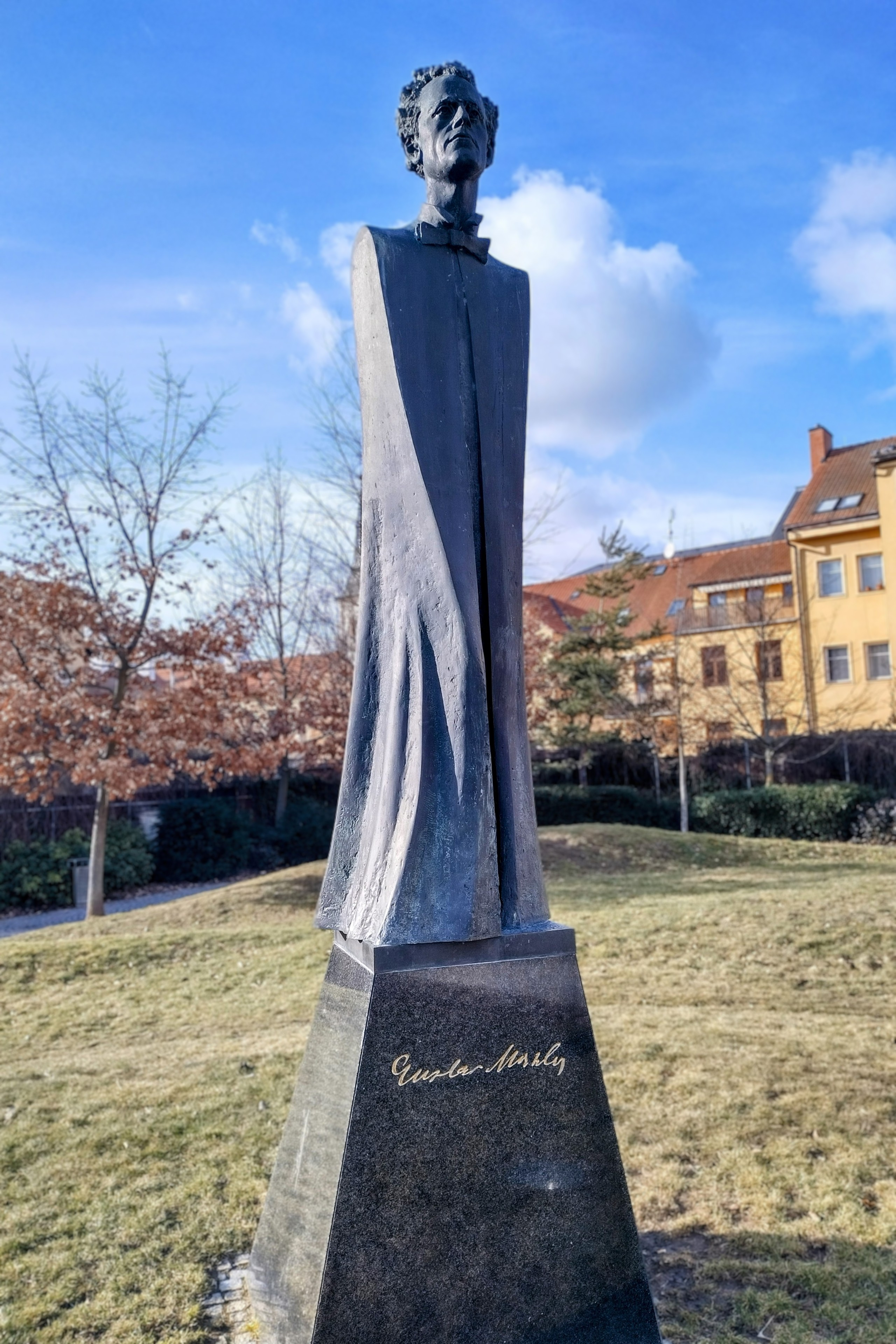
Густав Малер
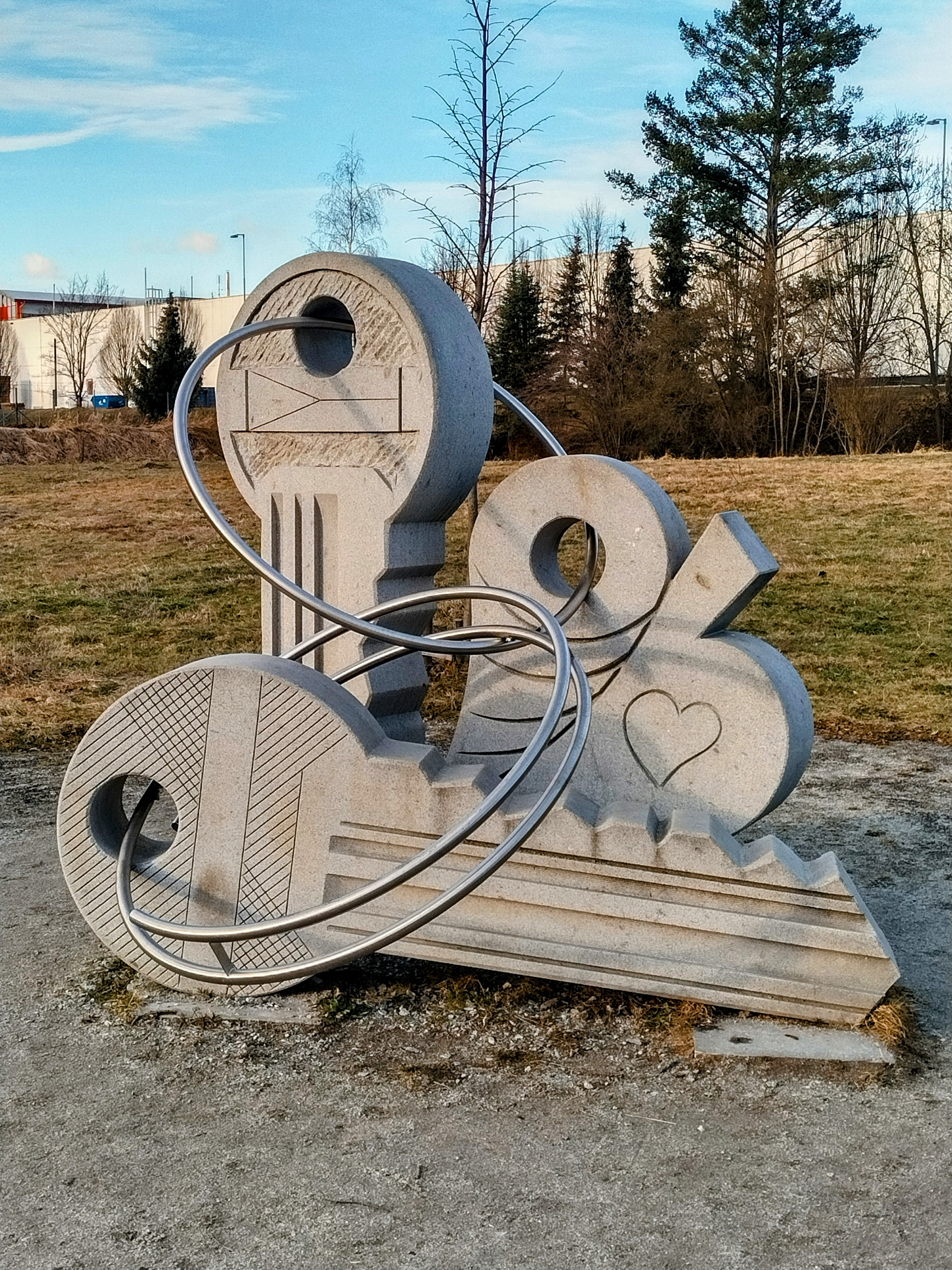
17 листопада 1989
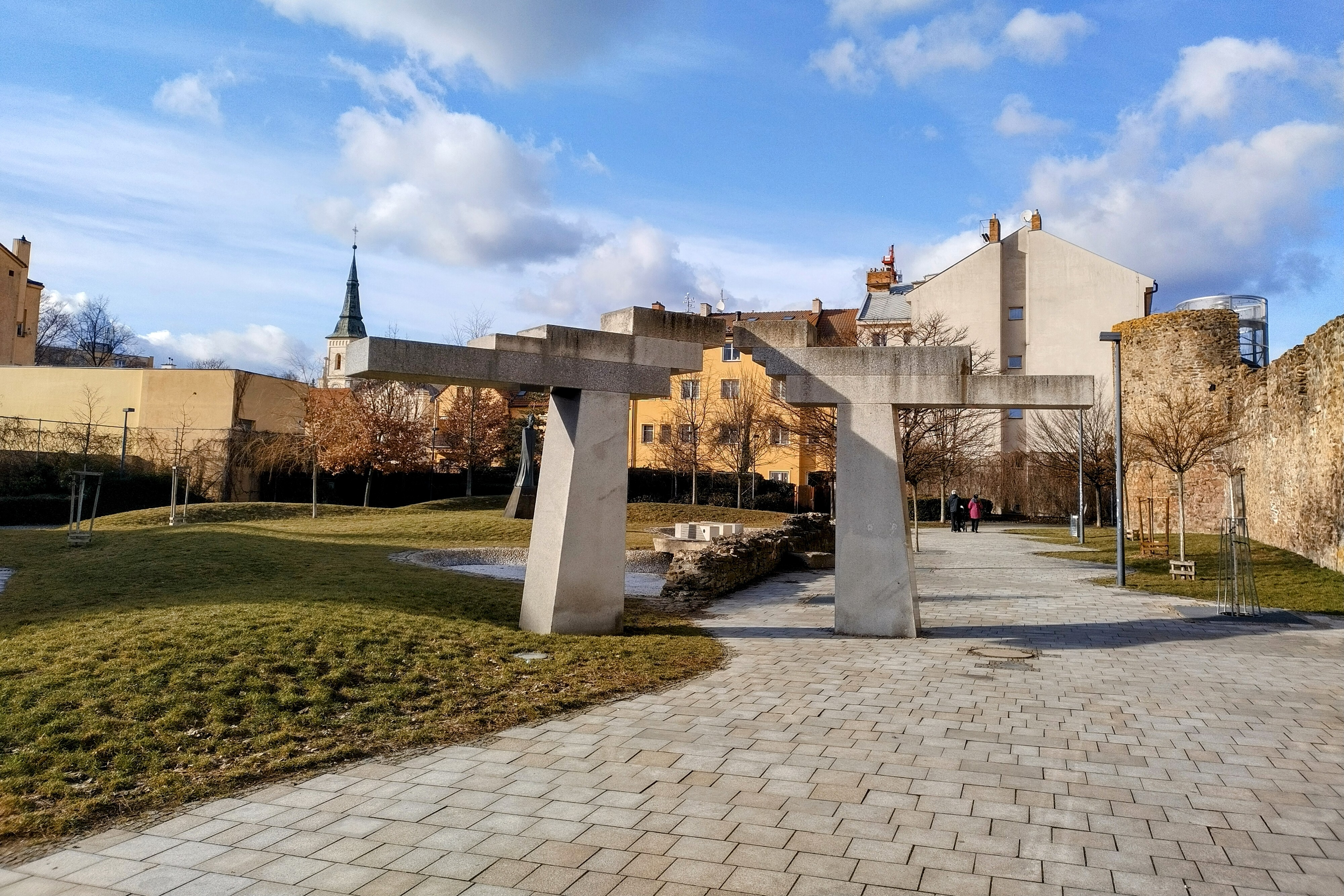
Витвір мистецтва у парку Густава Малера
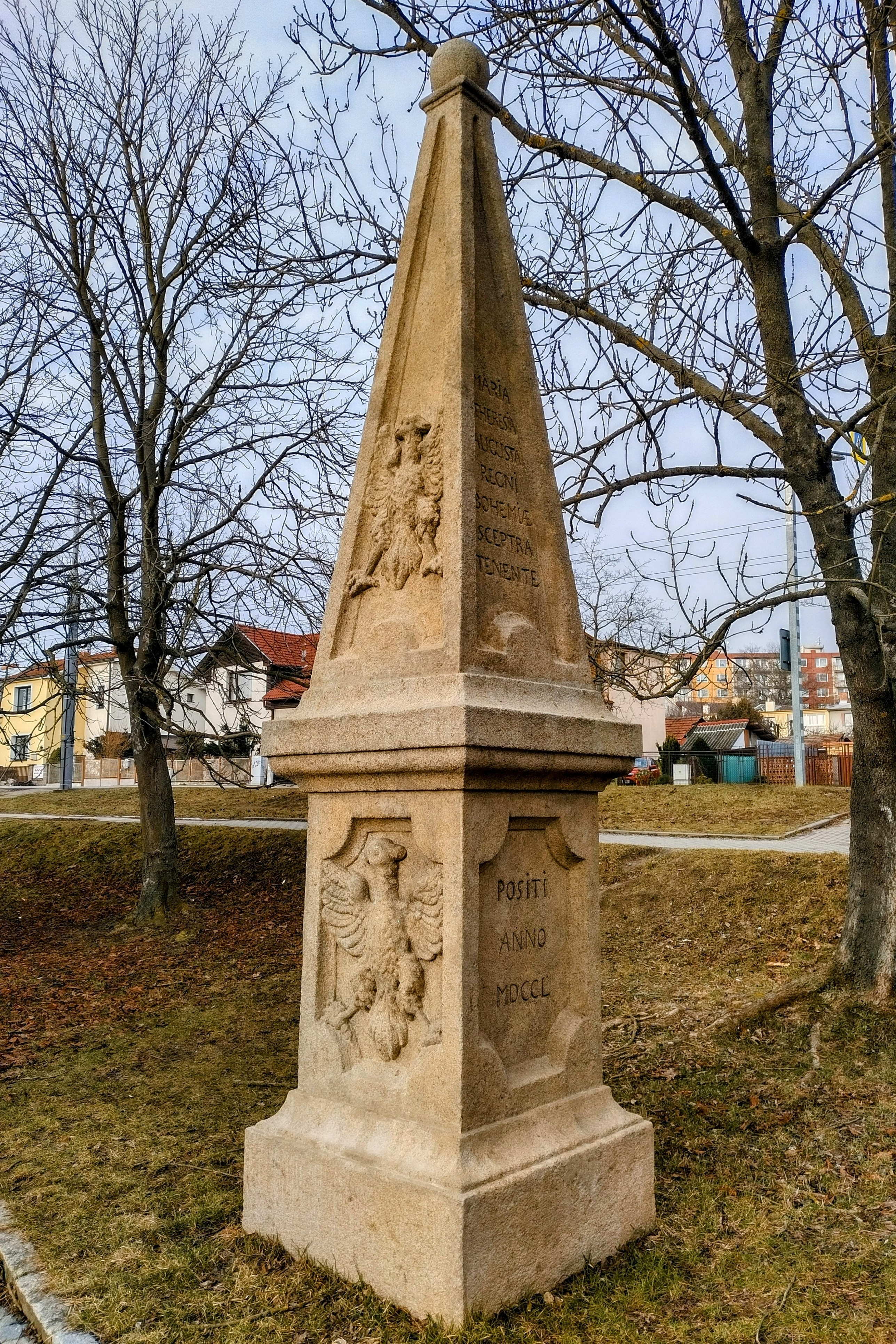
Прикордонний камінь "На розі"

Фонтани
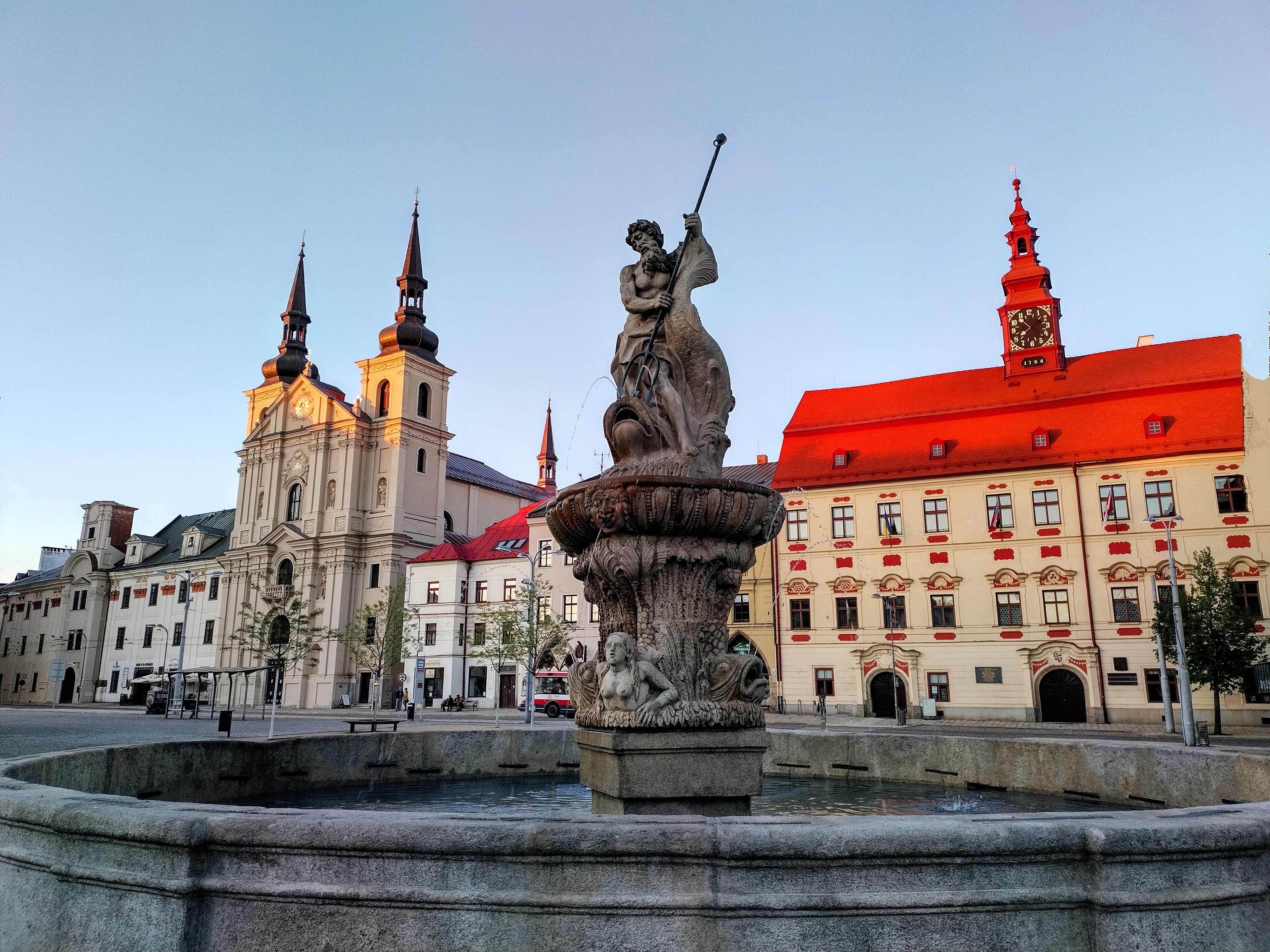
Фонтан Нептун
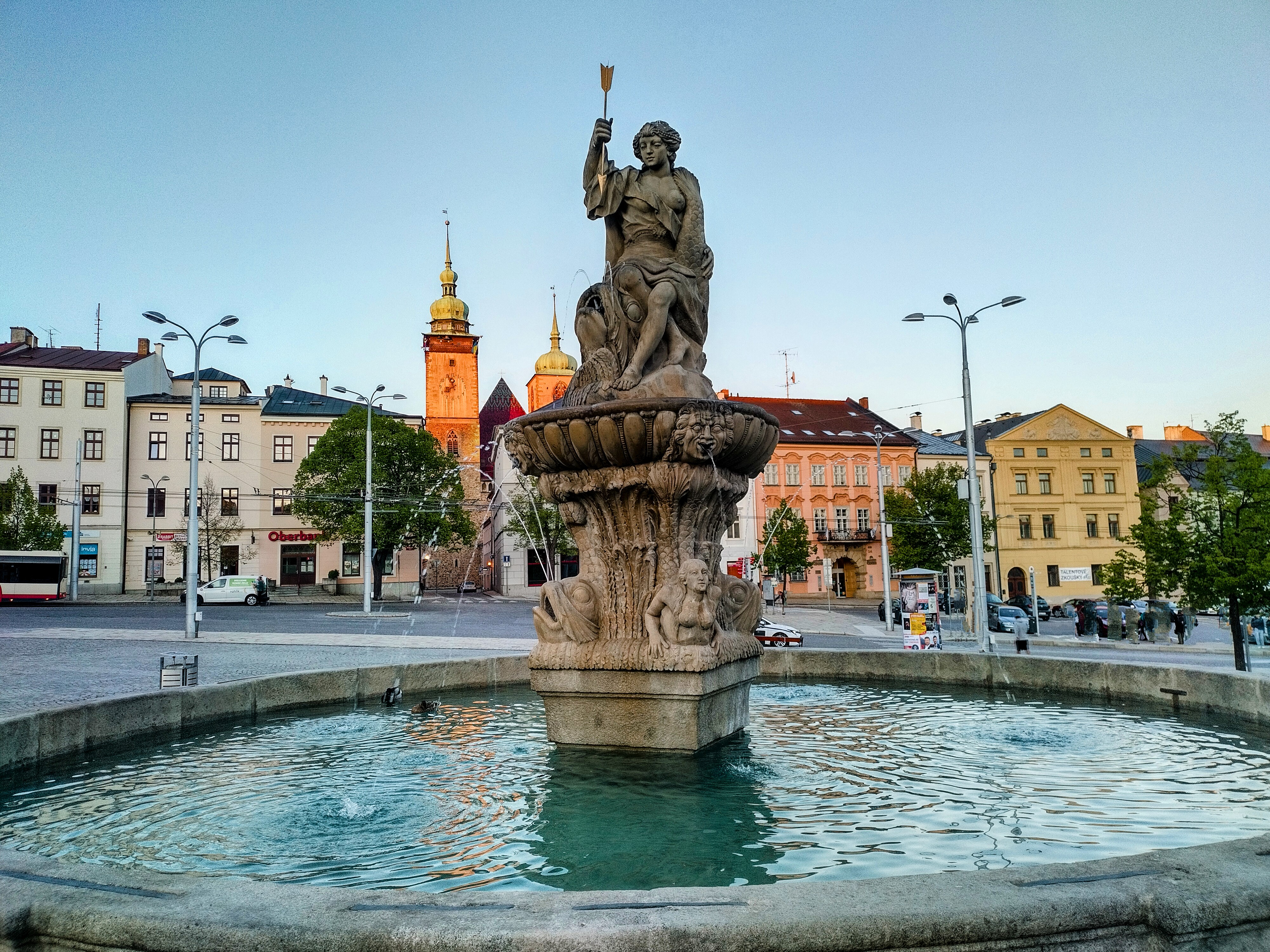
Фонтан Амфітріта

## Міста-партнери
- Пюрмеренд, Нідерланди, 1991
- Гайденгайм-на-Бренці, Німеччина, 2002
- Айленбург, Німеччина, 1987
- Ужгород, Україна, 2010